# Bathelémont
Bathelémont (korábban Bathelémont-lès-Bauzemont) település Franciaországban, 
- Meurthe
- Meurthe-et-Moselle

 megyében. Lakosainak száma 69 fő (2022. január 1.). Bathelémont Arracourt, Athienville, Bauzemont, Bures, Hénaménil és Valhey községekkel határos.

## Népesség
A település népességének változása:
| Lakosok száma | 79   | 66   | 71   | 59   | 57   | 62   | 64   | 65   | 66   | 69   |
|               | 1968 | 1982 | 1990 | 2006 | 2013 | 2015 | 2017 | 2019 | 2020 | 2022 |